# Чакон Гонсалес, Ласаро
Ласаро Чакон Гонсалес (исп. Lázaro Chacón González; 27 июня 1873, Текулутан, департамент Сакапа, Гватемала — 9 апреля 1931, Новый Орлеан, штат Луизиана, США) — гватемальский военный и государственный деятель, президент Гватемалы (1926—1931).

## Биография
Его мать умерла во время родов, приемной матерью стала его тетя. С юных лет он выбрал карьеру военного, дослужившись до генерала.
На момент скоропостижной смерти президента Хосе Мариа Орельяна Пинто 26 сентября 1926 года был командиром роты почетного караула. В конце дня он был президентом Республики Гватемала. Незадолго до этого Орельяна Пинто ввел в стране военное положение, приостановил действие Конституции и установил цензуру. Странные обстоятельства его внезапной смерти породили догадки о том, что он мог быть отравлен. Новый глава государства незамедлительно отменил жёсткие решения своего предшественника. 18 декабря 1926 года состоялись президентские выборы, на которых он был избран главой государства.
В период его правления были основаны Сельскохозяйственный кредитный банк и Национальный ипотечный банк, генеральная дирекция гражданской авиации. Было завершено строительство Законодательного дворца и создана железная дорога. Стабилизировалась национальная валюта, однако экономика страны пострадала в период «Великой депрессии 1929—1933 гг.». Это привело к кризису с экспортом кофе, инфляции и замораживанию заработной платы. Кроме того, извержение вулкана Санта-Мария в Кесальтенанго привело к потере урожая кофе. В сфере образования продолжил политику своего предшественника, направленную на ликвидацию неграмотности. был создан Национальный совет по вопросам образования, который создал отраслевую нормативную и содействовал открытию новых образовательных учреждений.
В сентябре 1930 года президент открыл первую общенациональную радиостанцию — «Национальное радио Гватемалы», позже переименованную в «Голос Гватемалы».
Созванное по его инициативе Учредительное собрание решило, что президент не может избираться более, чем на один срок.
В 1931 году подал в отставку вследствие хронического заболевания. После этого началась борьба за власть, когда власть пытался узурпировать генерал Мануэль Мария Ореллана Контрерас. Однако его притязания были отвергнуты значительной частью гватемальского общества, а американский посол пригрозил военным вторжением. В результате главой государства был объявлен Хосе Мариа Рейна Андраде.
В конце жизни был заподозрен в коррупции в связи с подозрениями в нецелевом расходовании средств Национального ипотечного банка. Умер 9 апреля 1931 года в Новом Орлеане, США, в результате перенесённого им инсульта..